# La Sombra (película de 2006)
Shadow Man (en Latinoamérica La Sombra), es una película del 2006 dirigida por Michael Keusch, y producida por Steven Seagal.

## Trama
Jack Foster es un exagente de la CIA cuya hija es secuestrada. Durante su búsqueda para localizar a los secuestradores, descubre ser el centro de una conspiración nacional.

## Personajes
- Steven Seagal es Jack Foster.
- Eva Pope es Anya.
- Imelda Staunton es Ambassador Cochran.
- Vincent Riotta es Harry.
- Michael Elwyn es George.
- Skye Bennett es Amanda Foster.
- Garrick Hagon es Waters.
- Alex Ferns es Schmitt.
- Michael Fitzpatrick es Chambers.
- Elias Ferkin es Velos.
- Levani Uchaneishvili es Jensen.
- Zoltan Butuc es Seaka.
- Emanuel Parvu es Urick.
- Vincent Leigh es Roger.
- Werner Daehn es Cyrell.

## Lanzamiento
la película fue lanzada en DVD en la Región 1 en los Estados Unidos el 6 de junio de 2006, y también de la Región 2 en el Reino Unido el 30 de octubre de 2006, que fue distribuida por Sony Pictures Home Entertainment.